# Walter Boldt
Walter Boldt (5 de Dezembro de 1921 - 14 de Junho de 1945) foi um comandante de U-Boot que serviu na Kriegsmarine durante a Segunda Guerra Mundial.